# 齿果草属
齿果草属（学名：Salomonia）是远志科下的一个属，为一年生、纤细草本;花极小植物。该属共有约8种，分布于东亚和大洋洲。约10种，产热带亚洲和热带大洋洲。我国有3种1变种，分布于长江流域及其以南地区，而以西南为多。
属名Salomonia来源于Salomon，古犹太国王。